# Capitol Hill, Seattle
Capitol Hill är ett tättbebyggt bostadsområde i Seattle i USA, beläget på en kulle direkt öster om citykärnan. Det är i dag ett trendigt område med många restauranger, barer och klubbar för livemusik. Det är ett centrum för Seattles HBTQ- och alternativkultur och här hålls den årliga Pride-veckan.

## Geografi

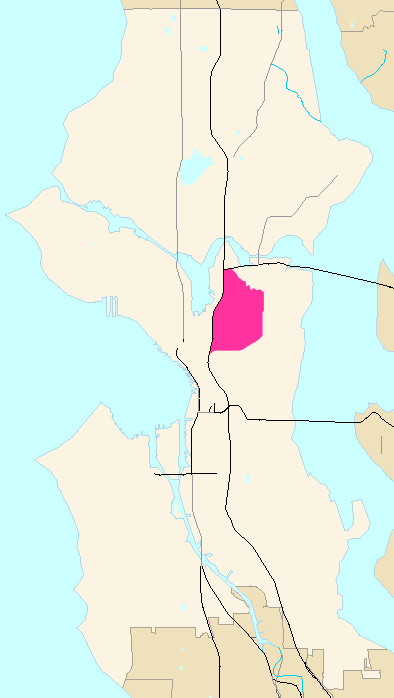
Karta över Capitol Hill inom Seattle.

Stadsdelen angränsas av Downtown och South Lake Union i väst, University District i norr, Madison Valley i öst och Central District i syd. Som namnet antyder är området beläget på en hög kulle vilket ger storslagna utsikter över delar av Seattle, grannstaden Bellevue, Pugetsundet samt Kaskadbergen.
Gatorna Broadway, Pike Street och Pine Street är huvudstråk i området och samlingsplats för de flesta kommersiella verksamheter, såväl butiker som nattliv. Mellan huvudgatorna består området primärt av bostäder, en blandning av stora trävillor och mellanstora flerfamiljshus, sällan mer än tre våningar höga.
Grönområdena Volunteer Park och Cal Anderson Park utgör samlingsplatser för många mindre festivaler, uppträdanden och andra evenemang. Vid Volunteer Park ligger även kyrkogården där Bruce och Brandon Lee är begravna.
Seattles snabbspårväg Link går sedan 2016 i tunnel under Capitol Hill och förbinder stadsdelen med bl.a. flygplatsen Seattle–Tacoma International Airport.
Capitol Hill var kring år 1900 känt som "Broadway Hill", efter huvudgatan genom området. Bakgrunden till namnet Capitol Hill är inte helt klarlagd. Det skulle kunna handla om att fastighetsutvecklaren James A. Moore, under områdets tidiga historia, hoppats på att delstatsparlamentet skulle flyttas dit från staden Olympia. En annan teori är att han inspirerades av sin frus hemstad Denver, delstaten Colorados huvudstad, där det finns ett område med samma namn. Även i USA:s huvudstad Washington, D.C. finns ett Capitol Hill.